# 盧壁
盧壁（？—？），字國賢，直隸盱眙縣人，南京羽林右衛官籍，明朝政治人物。

## 生平
應天府鄉試第八十四名舉人。嘉靖十七年（1538年）中式戊戌科會試第二十六名，登第二甲第三十三名進士。

## 家族
曾祖盧文，指揮使；祖父盧珎，指揮使；父盧晟，指揮使。母郭氏。